# معدن العرفان
معدن العرفان أو المعدن بلدة وبلدية بمقاطعة أوجفت في ولاية آدرار الموريتانية. بلغ عدد سكانها 3866 نسمة.

## التسمية
الإسم «مَعْدَنُ الْعرفانِ ونبعةُ الإيمانِ وثمرةُ الحُسْنِ والاحسانِ وكيمياءِ إكسيرِ تيسيرِ سيادة وسعادة الإنسانِ... » 
هكذا اختار مؤسس البلدية الشيخ محمد لمين ولد سِدِينَ رحمه الله وصف الإسم لما في راسيات كل كلمة وما تحمل في طياتها، من معنًا،،، وهكذا احتار كل من سمع بذكر اسمه لجمال وحُسن الوصف.      
في بداية الربع الأخير من القرن العشرين وبالتحديد في العام 1975 اتخذها مستقر له ولدعوته مع كافة أتباعه من أصحاب الشيخ الأعلام الكرام ومحبيه وبدأ اتباعه التوافد على المكان وازدهرت المنطقة وتحولت من مجرد واحة صغيرة يسكنها قلة من الناس إلى مدينة تعج بالحياة والنشاط.

## السكان
يبلغ عدد السكان 3866 نسمة، تتوزع النسبة الكبيرة منهم في مركز البلدية

## طابع المدينة
زعيم الدين والعمل في آدرار....الشيخ محمد الأمين ولد سدين ... مؤسس مدينة معدن العرفان...
عرف الشيخ برجاحة العقل وعمق الفكر وعلو الهمة وأسس مدينة علم وعمل في أرض كانت خالية من أي أثر للحياة، هذه المدينة لا فضل فيها لأحد على أحد إلا بعمله وعلمه، فالشيخ رحمه ترك للكل إعجابا ودهشة حول أسلوبه العميق في الحياة، لقد كان بحق مدرسة وصفحة مضيئة من تاريخ ولاية آدرار . 
الشيخ محمد الأمين ولد سدين، رحمه الله، مؤسس واحة "مَعْدَنُ الْعرفانِ ونبعةُ الإيمانِ"،  والتي تحولت من قرية صغيرة إلى مدينة نابضة بالحياة، ظلت مسيرة الشيخ حافلة في محاربة الخرافات، وبناء مجتمع قائم على الأخوة والتعليم والزراعة، تنير إرثه الذي لا يزال يُلهم الأجيال.
    بدأ الشيخ محمد الأمين ولد سدين،  في أواخر السبعينيات،  بناء  "مَعْدَنُ الْعرفانِ"  بعد رحلة دراسية طويلة امتدت لأربعة عشر عاما.
لم يكن هذا المشروع مجرد بناءٍ معماري، بل كان  ثورة اجتماعية وثقافية، في وقت كانت فيه الخرافات تسيطر على عقول الكثيرين، واستغل المشعوذون جهل الناس لإيذاء النساء المسنات  بتهمة "مص الدماء"،  وقف الشيخ ولد سدين ضد هذه الممارسات الوحشية، لم يكتف بالدعوة إلى التوعية، بل قام بشراء النساء المتهمات من أصحابهم، حاميا إياهن من الموت، وآويا إيّاهن في زاويته، ليعلّمهم قيمة الأخوة والمساواة في الإسلام، لم يقتصر دور الشيخ على الجانب الديني فقط، بل امتد إلى المجالات الثقافية والزراعية، فقد أسس خليفته إبنه الشيخان رحمه الله مدرسة عقول الواحات الحرة، أنتجت أعدادا كبيرة من حملة البكالوريا، متجاوزة بذلك إمكانيات المدارس الحكومية، كما أحدث ثورة زراعية في واحته، حيث حققت مزارعها إنتاجية عالية في زراعة الخضروات، مما  جعلها  مثالا يحتذى به، لكن إرث الشيخ لم يسلم من محاولات التشويه والتآمر، فقد واجهت "مَعْدَنُ الْعرفانِ" حملات من أصحاب المصالح، حاولوا إثارة الفتن الطائفية والقبلية.      رغم المحاولات لإضعاف إرث الشيخ محمد الأمين ولد سدين، تبقى  مدينة  "مَعْدَنُ الْعرفانِ"  صامدة، شهادة على قوة الإيمان والعمل الجاد.
إنّ إرثه في المجالات الدينية، والثقافية،  والزراعية، يُلهم الأجيال اللاحقة  للبناء  والتقدم، وستبقى مدينة المعدن منارة للإيمان والخير في صحراء موريتانيا، فبالرغم من كونها في السابق غابة سائبة، تعيش فيها الوحوش الشرسة وحمير الخلاء، وتفتقر لأي معلم للحياة، إلا أن اتحاد أصحاب الشيخ وتآلفهم قادها إلى بر الأمان، مسجلا إياها كمعلم حقيقيٍّ في أرشيف موريتانيا، هذا التحول يبرز قوة التعاون والتخطيط في بناء المجتمعات وتطويرها.